# 陈德明 (1920年)
陈德明（1920年—？），男，广西北海人，中国生理学家、教育家，曾任北京大学教授、博士生导师。